# Iodate de zinc
L'iodate de zinc est un antiseptique composé d'iode, d'oxygène et de zinc.